# Suzuki Harunobu

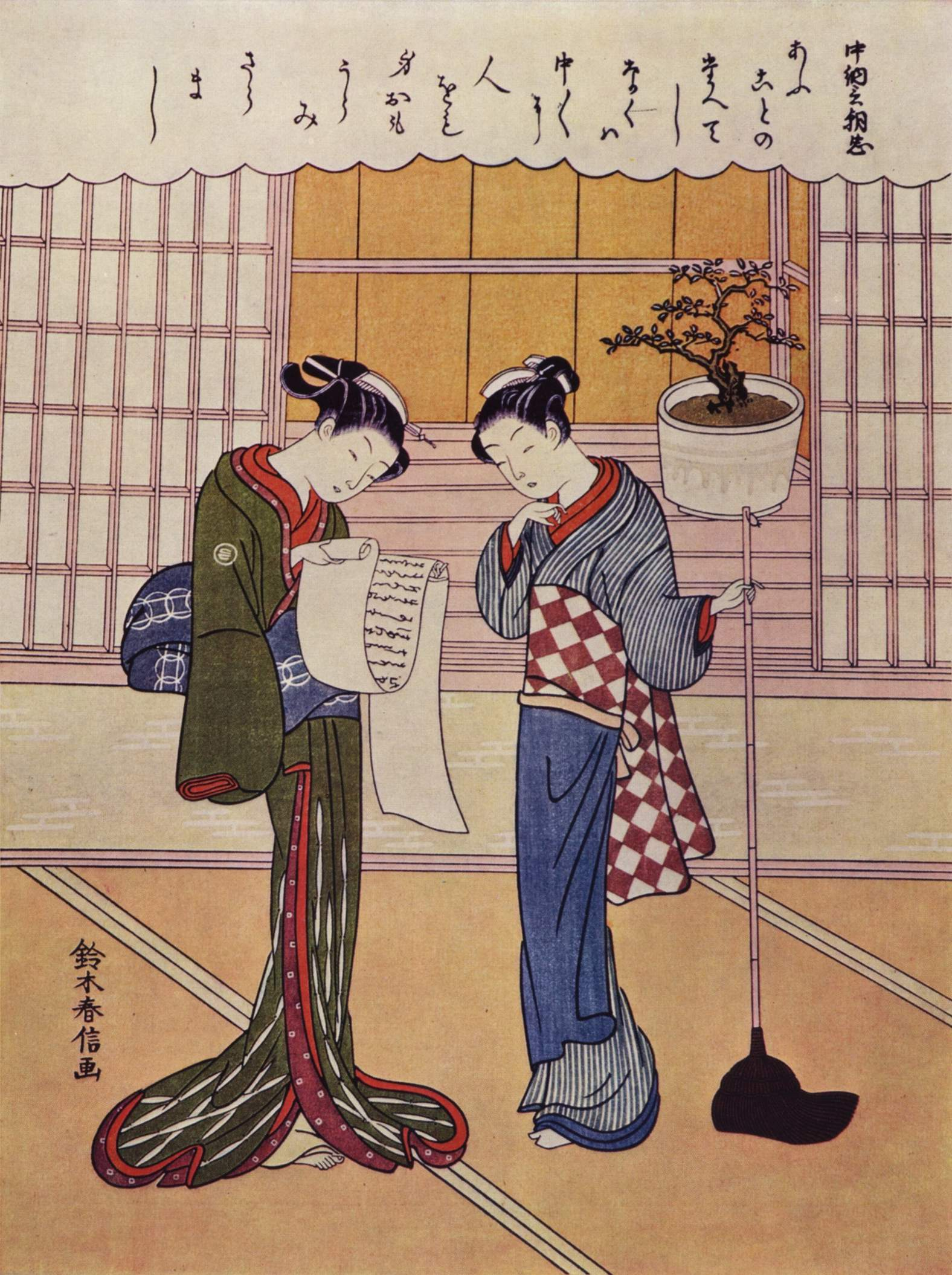
Due donne sulla veranda, di Suzuki Harunobu. Collezione Sammlung H. C. Bechtler, Zurigo.

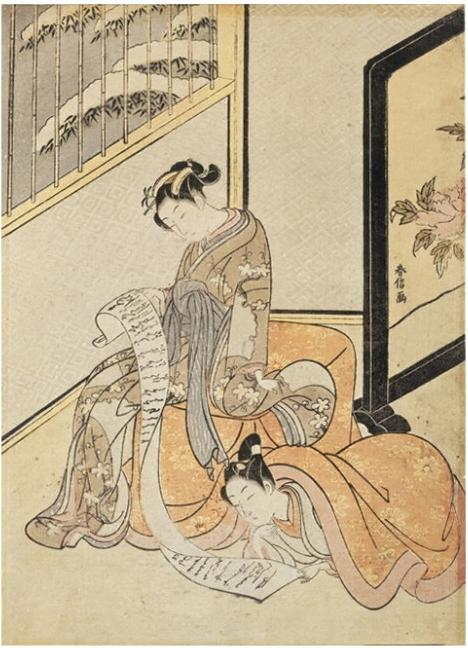
Legno stampato di Harunobu, 1768 circa

Suzuki Harunobu (鈴木 春信?; 1725 circa – 15 giugno 1770) è stato un artista giapponese, uno dei più celebri interpreti dello stile Ukiyo-e.

## Biografia
Fu un innovatore in ambito artistico, colui che impose in Giappone stampe multicolori (nishiki-e) nel 1765, novità che rese obsolete le precedenti stampe realizzate con soli due o tre colori. Harunobu non fu probabilmente il primo ad utilizzare questa tecnica, preceduto di qualche anno da Katsuma Ryūsui, ma fu sicuramente colui che la rese popolare. Harunobu si servì di varie tecniche speciali e dipinse un'ampia varietà di soggetti, da temi tratti dai poemi classici alle bellezze femminili sue contemporanee. Tipica delle sue bijinga è la rappresentazione esile della figura femminile, e generalmente di giovane età, usanza in contrasto con la produzione classica, in un ambiente inusuale e poetico, evitando dunque di convogliare, come si era soliti fare, l’attenzione sulla bellezza del kimono. Fu maestro e amico Isoda Koryūsai, che gli fu vicino sino alla morte.
Come molti artisti della sua epoca, Harunobu realizzò anche un certo numero di shunga, ovvero immagini con tematiche erotiche. La biografia di Harunobu resta per lo più sconosciuta ma è noto che morì 1770 per una malattia improvvisa come riporta nelle sue memorie Shiba Kōkan.

## Influenze
Nonostante alcuni studiosi sostengano che Harunobu fosse originario di Kyoto, indicando come possibile influenza l'opera di Nishikawa Sukenobu, che potrebbe essere stato il suo maestro, molti dei suoi lavori, soprattutto i primi, sono realizzati nello stile Edo. Viene considerato uno dei suoi maestri Nishimura Shigenaga (1697-1756). Nelle sue opere inoltre si trovano tracce dell'influenza di diversi artisti, tra cui Torii Kiyomitsu, Ishikawa Toyonobu, la scuola Kawamata e la scuola Kanō.
Sia durante la sua vita che dopo la sua morte, vari artisti ne imitarono lo stile. Alcuni, come Shiba Kōkan, arrivarono a vantarsi della loro abilità nel falsificare opere del grande maestro.